# Beata Mak-Sobota
Beata Magdalena Mak-Sobota (ur. 1968 we Wrocławiu) – polska plastyczka; doktor habilitowana sztuk pięknych, prorektorka Akademii Sztuk Pięknych we Wrocławiu.

## Życiorys
Beata Mak-Sobota ukończyła liceum plastyczne, a następnie, w 1994, na Państwowej Wyższej Szkole Sztuk Plastycznych we Wrocławiu projektowanie szkła w pracowni Henryka Wilkowskiego. Bezpośrednio po studiach rozpoczęła na macierzystej uczelni pracę jako asystentka w pracowni Jerzego Chodurskiego.
W 2000 uzyskała doktorat, od tego czasu pracuje jako adiunkt. Od 2008 kieruje Katedrą Szkła. W 2014 habilitowała się na Wydziale Ceramiki i Szkła, przedstawiając dzieło Transglasscolours, czyli Inkluzja jako projekt połączenia dyscyplin w szklanym obiekcie. Od 2016 pełni funkcję prorektor ds. dydaktycznych i studenckich.
Zajmuje się działalnością w szkle artystycznym, łącząc techniki kształtowania szkła "na gorąco" jak slumping, fusing i malatury na szkle.
Jej prace znajdują się w zbiorach m.in.: Muzeum Karkonoskiego w Jeleniej Górze, BWA Zamek Książ, Muzeum Okręgowego w Sosnowcu.

## Wybrane wystawy
Indywidualne
- 1997 – Impresje Muzyczne – Muzeum Zamek Łańcut
- 2000 – Szklane Opowieści – Muzeum ASP, Wrocław; Galeria Techne, Poznań
- 2002 – Dyferencje – Galeria Szkła i Ceramiki, Wrocław
- 2004 – Portrety – Galeria BB, Kraków
- 2007 – Pejzaże – Muzeum ASP, Wrocław
- 2010 – Transglasscolours – Galeria Szkła i Ceramiki, Wrocław
- 2011 – Personal Glass – Galeria Akwarium, ASP we Wrocławiu
- 2013 – Naczynia na Biegunach – Galeria Za Szybą, ASP we Wrocławiu

Zbiorowe
- 1993 – Człowiek, Przestrzeń, Szkło – Galerie Bram, Hobro, Dania
- 1997 – Szklane Nieznane – Muzeum Historii Przemysłu, Opatówek; Zamek Książ BWA
- 1997 – Wałbrzych; Muzeum Sztuki Użytkowej, Poznań
- 1998 – Świat Szkła – Muzeum Archeologiczne, Kraków
- 1999 – Szklane Nieznane – Smålands Museum, Växjö, Szwecja
- 1999 – Szklane Nieznane, Ceramika Nieznana – Instytut Wzornictwa Przemysłowego, Warszawa
- 2000 – Fascynacje Szkłem – Galerie Igel, Pfaffenwailer Freiburg, Niemcy
- 2001 – Polskie Szkło Współczesne Ostatniej Dekady XX Wieku – Muzeum Okręgowe, Jelenia Góra
- 2002 – Współczesne Szkło Artystyczne z Wrocławia – Instytut Polski w Paryżu, Francja
- 2002 – Konsulat Polski, Strasburg, Francja
- 2002 – Szkło Współczesne-Najnowsze Trendy – Muzeum Okręgowe, Jelenia Góra
- 2008 – Unikaty – Muzeum Karkonoskie, Jelenia Góra
- 2009 – Connections 2009 Contemporary European Glass Sculpture – Galeria Mánes, Praga, Czechy
- 2009 – Unikaty-szkło polskie XXI wieku – Muzeum Karkonoskie, Jelenia Góra
- 2012 – Światło i Materia – Muzeum Karkonoskie, Jelenia Góra
- 2012 – Przestrzeń Pomiędzy Nami – Kunsthalle, Wiesbaden, Niemcy
- 2013 – Trzy wymiary – Centrum Rzeźby Polskiej, Orońsko
- 2013 – Glas….natuurlijk, Pools smeltpunt – Kasteel Cannenburch te Vaassen, Holandia
- 2014 – Polish Glass made in Wrocław – Glassmuseum Alter Hof, Niemcy
- 2015 – Transdesign – Galeria Regionalna, Liberec
- 2016 – Ceramika i szkło. Obszary sensualne – Muzeum Miejskie Wrocławia Arsenał Miejski, Wrocław